# Ingotia bakusi
Ingotia bakusi is een zachte koraalsoort uit de familie Xeniidae. De koraalsoort komt uit het geslacht Ingotia. Ingotia bakusi werd in 2001 voor het eerst wetenschappelijk beschreven door Alderslade. 